# Ulasjävri
Ulasjävri är en sjö i kommunen Enare i landskapet Lappland i Finland. Arean är 40 hektar och strandlinjen är 3,43 kilometer lång. Sjön  ingår i Neidenälvens huvudavrinningsområde.   Den ligger omkring 330 kilometer norr om Rovaniemi och omkring 1000 kilometer norr om Helsingfors. 
Ulasjävri ligger nordväst om Annanjärvi och nordöst om Sammuttijärvi. 